# 亞洲各國最低合法性交年齡
亞洲各地區的最低合法性交年齡依照各地的立法規定而不同，從12歲到21歲都有。詳細的性別區分也會依照法律規定而不同。合法性交年齡意旨為性交的雙方都必須大於這個年齡，否则有可能觸犯法定強姦。
下表為亞洲國家和地區的最低合法性交年齡。

## 東亞

### 中華人民共和國

#### 中国大陸
根据《中华人民共和国刑法》第236条第2款的规定，性行为对象是不满14周岁的幼女的（无论是否自愿），均按强奸罪从重处罚，处3年以上10年以下有期徒刑，最高可判死刑。
此罪以前称为“奸淫幼女罪”，2002年起最高人民法院、最高人民检察院下发了《关于执行〈中华人民共和国刑法〉确定罪名的补充规定》将刑法第236条的罪名确定为强奸罪，奸淫幼女罪罪名并入强奸罪。
2013年，《最高人民法院、最高人民检察院、公安部、司法部关于依法惩治性侵害未成年人犯罪的意见》第27条规定：已满十四周岁不满十六周岁的人偶尔与幼女发生性关系（两小无猜条款），情节轻微、未造成严重后果的，不认为是犯罪。

##### 嫖宿幼女罪废止历史
2003年，中国最高人民法院颁布《关于行为人不明知是不满十四周岁的幼女双方自愿发生性关系是否构成强奸罪问题的批复》。根据该批复，如未满十四岁幼女外表明显成熟或谎称年龄使行为人误以为其已满十四岁，那么行为人与之发生性关系一般不认为是犯罪。如果嫖宿14岁以下的幼女的，则不定强奸罪，而定嫖宿幼女罪。该解释在中国法学界引起大范围的争论，后于2013年被停用。
2015年之前，1997年修订的《中华人民共和国刑法》第360条第2款规定了嫖宿幼女罪：“嫖宿不满十四周岁的幼女的，处五年以上有期徒刑，并处罚金。”此罪虽最低刑罚高于强奸罪，但由于最高不会被判处死刑，最高刑罚低于强奸罪，在数起嫖宿幼女案件发生之后该条法律引起争议。嫖宿幼女罪承认幼女“事实上”有表达性同意的能力，将她们的身份从强奸案受害人转化为“雏妓”，强奸者转化为“嫖客”。同时，该罪名没有设立幼女年龄底限，10岁以下完全无民事行为能力的女童同样会被转化为“雏妓”。
2015年8月29日，第十二届全国人大常委会第十六次会议表决通过了《中华人民共和国刑法修正案（九）》，删除嫖宿幼女罪的规定。根据现行刑法第236条规定，强奸妇女的，处3至10年有期徒刑。奸淫幼女者中从重判罚，如情节恶劣、奸淫幼女多人、轮奸、使幼女重伤、死亡或造成其它严重后果，可判10年以上有期徒刑、无期徒刑或死刑。

#### 香港特别行政区

##### 異性戀和女同性戀
在香港，異性戀和女同性戀同意年齡為16歲。「與年齡在16歲以下的人士性交」屬刑事罪行。很多人稱「與年齡在16歲以下的人士性交」一罪為「衰十一」，是因為誤解罪名為「與未成年少女發生性行為」，而這個被誤解的罪行的名稱長達11個字。事實上，香港女性成年之年齡和男性一樣，都是18歲。
根據香港法律——1978年修訂的《刑事罪行條例》：任何年齡的男性——即使問准當事者或其父母——都不可以和未滿16歲的女性發生性行為；某些情況下，若當事女性父母的反对，而把18歲以下少女帶出及與其發生性行為，可處監禁7年。
- 根據香港法例第200章《刑事罪行條例》第123條：任何男子與一名13歲以下的女童非法性交，即屬犯罪，一經循公訴程序定罪，可處終身監禁[6]。2012年以前，未滿14歲男性而觸犯本條者不屬犯罪，因為普通法假定14歲以下沒有性能力，而關條文已在2012年廢除[7]。
- 根據《刑事罪行條例》第124條，任何男子與一名16歲以下的女童非法性交，即屬犯罪，一經循公訴程序定罪，可處監禁5年[6]。
- 根據 《刑事罪行條例》第127條的「拐帶年齡在18歲以下的未婚女童為使她與人性交」條，任何人將一名年齡在18歲以下的未婚女童，在違反其父母或監護人的意願的情況下，從其父母或監護人的管有下帶走，意圖使她與多名或某一名男子非法性交，即屬犯罪，一經循公訴程序定罪，可處監禁7年[6]。

##### 男同性戀
在梁TC威廉·羅伊訴律政司司長案之前，基於當時根據1991年增補的《刑事罪行條例》第118C條：任何男性與另一名21歲以下男子發生肛交，或本身是21歲以下，一經循公訴程序定罪，最高判刑是判處終身監禁。2004年，申請人梁先生向高等法院申請許可進行司法覆核，指4條不同的《刑事罪行條例》中的規定侵犯其憲法權利中的平等權和私隱權。2005年8月24日，法院宣布申請人勝訴，並指梁先生所挑戰的四條法例均違反了《香港基本法》及《人權法》中對平等權和隱私權的保障，男同性戀的同意年齡與異性戀和女同性戀一致，均為16歲。

#### 澳門特别行政区
澳門不分男女或性傾向，最低合法性交年齡為14歲。
而利用14歲至16歲的人的無經驗而與他發生性行為，最高可判監禁四年；作出重要性慾行為，最高可判監禁三年。

### 中華民國
《中華民國刑法》“妨害性自主罪”第227條規定，和未滿16歲的人發生性行為者，处以有期徒刑。
另外有第227-1條的兩小無猜條款，即未滿十八歲的人犯第227條之罪者，減輕或免除其刑。或根據第229-1條，未滿十八歲的人犯第227條之罪者，須告訴乃論。

### 日本
根據2023年7月13日起施行的日本刑法第177条之規定，日本的最低合法性交年齡為16歲。
如受害人未满16岁但年满13岁，则仅处罚行为人与受害人年龄差5岁以上的情况。
此前日本刑法第177条规定的该年龄为13岁。
另外，日本各地方政府制定青少年保護育成條例，當中的「淫行条例」中亦制定禁止與未滿18歲的青少年发生淫乱行为（各地称呼各异，如淫行（淫行）、淫乱的性行为（みだらな性行為）、猥亵行为（わいせつな行為）、淫乱的性交（みだらな性交））等。由各地方政府自行对违反相关规定的規定罰金或有期徒刑。根据日本最高法院1985年10月23日的判例，该淫乱行为指的是利用青少年心智未成熟的状态，通过诱惑、威胁、欺骗或迷惘等不当手段，或仅将青少年视为满足自身性欲的对象而进行的性交或与性交类似的行为，而非指对青少年进行的一切性行为。例如，婚约中或类似的真挚恋爱交往中发生性行为不违反相关条例。

### 蒙古
最低合法性交年齡為16歲。

### 朝鲜
根據朝鲜的刑法153條規定，與低於15歲的女孩發生性行為將受处罚。

### 南韓
2020年5月韓國政府因N號房事件影響，將原本性交合法年齡從13歲提高至16歲，並將刑責提高至七年以下徒刑或5000萬韓元以下罰金。根據2012年12月18日修改南韓刑法305條，任何人與未滿13歲（西曆生日）的人性交，將會以強姦罪論處，並且至少坐牢三年。
不過南韓在2011年時設立了新的有關保護兒童以及未成年人的法案取代了刑法305條。根據新的法案，將未成年人的年齡更改至19歲。如果與未成年人性行為，將以強姦罪論處，並且至少五年徒刑。

## 東南亞

### 汶萊
汶萊的最低合法性交年齡為16歲。

### 柬埔寨
柬埔寨的最低合法性交年齡為13歲。
然而，法律規定禁止未滿18歲的人從事性交易。曾經有外國人因為與16~17歲的人性交而遭到逮捕。
為了禁止外國人在柬埔寨與未滿13歲的兒童性交易，柬埔寨的法律規定禁止與未滿13歲
的兒童進行性交。

### 東帝汶
東帝汶的最低合法性交年齡為16歲。不過未成年人與14~15歲的人性交是合法的。

### 印尼
印尼的異性戀最低合法性交年齡為，男性19歲，女性16歲。 2014年，印尼亞齊省自治區法律通過同性性行為將受100下鞭刑。
- 關於印尼的LGBT權利，請參見各地LGBT權利條目。

### 寮國
寮國的最低合法性交年齡為15歲。 

### 馬來西亞
馬來西亞的最低合法性交年齡為16歲。

### 緬甸
根據緬甸在1860年制訂的緬甸刑法，最低合法性交年齡為14歲。

### 菲律賓
菲律賓的最低合法性交年齡為16歲。根據美國人權報告指出，菲律賓的最低合法性交年齡為16歲。   
與未滿16歲的兒童性交則被視為強姦罪。

### 新加坡
新加坡的最低合法性交年齡是16歲。

### 泰國
泰國的最低合法性交年齡為15歲。不論性傾向。
不過另外有法律規定Penal Code Amendment Act of 1997 Section 283bis （页面存档备份，存于），未滿18歲的一方如果事後後悔，有權提出訴訟。

### 越南
越南的最低合法性交年齡為16歲。根據越南刑法115條，與未滿16歲的人性交將處以一到五年有期徒刑。

## 南亞

### 阿富汗
在阿富汗，未婚的性行為是非法的。而阿富汗的合法最低結婚年齡為男性18歲，女性16歲。

### 孟加拉國
孟加拉國的刑法規定最低合法性交年齡為14歲。

### 不丹
不丹的最低合法性交年齡為18歲。

### 印度
印度的最低合法性交年齡為18歲。

### 馬爾地夫
馬爾地夫的非婚性行為是違法的。而馬爾地夫的最低合法結婚年齡為男女都18歲。不過馬爾地夫的法律依據伊斯蘭教法，未滿18歲的女性可以在父母同意下結婚，亦即可以性行為。不過任何婚前性行為都是違法。

### 尼泊爾
尼泊爾的最低合法性交年齡為16歲。

### 巴基斯坦
根據伊斯蘭教規，非婚的性行為在巴基斯坦是違法的。而巴基斯坦的最低合法結婚年齡為 男性18歲，女性16歲，不過女性在父母同意下可以在14歲結婚。

### 斯里蘭卡
斯里蘭卡的最低合法性交年齡為16歲。

## 中亞

### 吉爾吉斯
吉爾吉斯的最低合法性交年齡為16歲。

### 塔吉克
依據塔吉克的刑法141條規定，塔吉克的最低合法性交年齡為16歲。違反則處2-5年徒刑。

### 土庫曼
土庫曼的最低合法性交年齡為16歲。

### 烏茲別克
烏茲別克的最低合法性交年齡為16歲。 但是男同性戀者進行肛交會處以最高三年的徒刑。

## 西亞
西亚国家大都是伊斯兰国家，受伊斯蘭婚姻法學影响。

### 巴林
巴林的最低合法性交年齡為21歲。

### 伊朗
在伊朗，非婚性行为，無論任何年齡都違法。而伊朗的最低合法結婚年齡為男性18歲，女性16歲。

### 伊拉克
伊拉克的最低合法性交年齡為18歲。

### 以色列
以色列於1977年制定的刑法表示，以色列的最低合法性交年齡為16歲。在一些特殊的情況下，雙方年齡差距在3歲以下，並且合意性交，與14或15歲的年輕人性交得以無罪。

### 約旦
約旦的最低合法性交年齡為16歲。

### 科威特
在科威特，非婚性行为，無論任何年齡都違法。 而科威特最低合法結婚年齡為男性17歲女性15歲。

### 黎巴嫩
黎巴嫩的最低合法性交年齡為18歲。如果雙方已經結婚，則可以在15歲開始性交。
2014年起，同性性行為合法化。

### 阿曼
非婚性行为在阿曼是違法的。 而阿曼的最低合法結婚年齡為無論男女皆為18歲。

### 巴勒斯坦

#### 加薩走廊地區
非婚的性行為在加薩走廊地區是違法的。.

#### 約旦河西岸地區
約旦河西岸地區則是遵守約旦刑法，最低合法性交年齡同樣是16歲。.

### 卡達
非婚性行為在卡達皆是違法。 如同沙烏地阿拉伯，卡達也沒有關於結婚年齡的限制，但是禁止婚前的性行為。

### 沙烏地阿拉伯
非婚性行為在沙烏地阿拉伯皆是違法，沙烏地阿拉伯亦沒有關於結婚的年齡限制。 不過2008年底，沙烏地阿拉伯的司法部開始考慮設立未滿14歲的結婚年齡限制。

### 敘利亞
根據敘利亞刑法491條，最低合法性交年齡為15歲。

### 阿拉伯聯合大公國
在阿拉伯聯合大公國非婚性行為是違法。

### 葉門
在葉門非婚性行為是違法。 雖然在1999年時，制定最低合法結婚年齡為女性15歲，但是很少被遵守，經常可見低於15歲女童結婚。
2008年4月，一位十歲女童成功離婚的消息震驚了全世界，並讓外界呼籲讓合法結婚年齡提高到18歲。